# Щербаков, Юрий Николаевич
Юрий Николаевич Щербаков (род. 1956) — русский советский писатель, прозаик, публицист и поэт. Член Союза писателей СССР (с 1989 года). Секретарь Правления Союза писателей России с 2010 года. Руководитель Астраханской областной писательской организации (с 1998 года).

## Биография
Родился 14 июля 1956 года в Астрахани в семье военнослужащего.
С 1973 по 1978 год обучался в Астраханском техническом институте рыбной промышленности и хозяйства. С 1978 по 1984 год работал судовым механиком на судопромышленных предприятиях и в должности журналиста дальневосточных почётных изданий. С 1984 по 1997 год работал в должностях корреспондента Астраханского радио и телецентра, руководителем бюро пропаганды художественной литературы Астраханской областной писательской организации Союза писателей РСФСР, в последующем являлся — специальным корреспондентом «Литературной газеты» по Калмыкии и Астраханской области. С 1997 года был назначен заместителеи руководителя и с 1998 года — руководителем Астраханской областной писательской организации.
Член Союза писателей СССР с 1989 года. С 2010 года — секретарь Правления Союза писателей России. Первые литературные и поэтические произведения вышли из под из под пера Щербакова в 1967 году. В дальнейшем последовали поэтические произведения «Предчувствие дороги» (1989), «Еще не проснувшийся день…» и «Мое время» (1990), «Стихотворения» (1995), «Чистая сила» и «Тайна полета» (1999), «Стезя» (2003), «Стихи друзей» (2007); роман «Да будет твердь» (1997), повесть «Болевой порог» (2003), в 2005 году за эту повесть становится лауреатом Национальной премии «Имперская культура» имени Эдуарда Володина. В 2011 году вышел исторический роман «Ушкуйники Дмитрия Донского: спецназ Древней Руси». Произведения писателя издавались в таких издательствах как: «Советская Россия», «Советский писатель», «Молодая гвардия», «Наш современник», «Литературная Россия», «Нижне-Волжское книжное издательство», «Вече», «Яуза» и печатались в различных литературно-художественных газетах и журналах, таких как: «Роман-газета», «Литературная газета», «Наш современник», «Литературная Россия», «Слово», «Молодая гвардия», «Аврора», «Дальний Восток», «День литературы» и «Волга».
В марте 2022 года подписал обращение в поддержку военного вторжения России на Украину (2022).

## Награды
- Орден Дружбы (2009 — «За заслуги в развитии отечественной культуры и искусства, многолетнюю плодотворную деятельность»)[7]

### Премии
- Национальная премия «Имперская культура» имени Эдуарда Володина (2005 — за книгу «Болевой порог»)[8]
- Всероссийская литературная премия имени Александра Невского «России верные сыны»[9]
- Всероссийская литературная премия «Традиция» Союза писателей России[9]
- Литературная премия имени В. К. Тредиаковского[9]
- Лауреат Премии в области культуры имени Курмангазы Сагырбаева[9]